# Rolf Habild

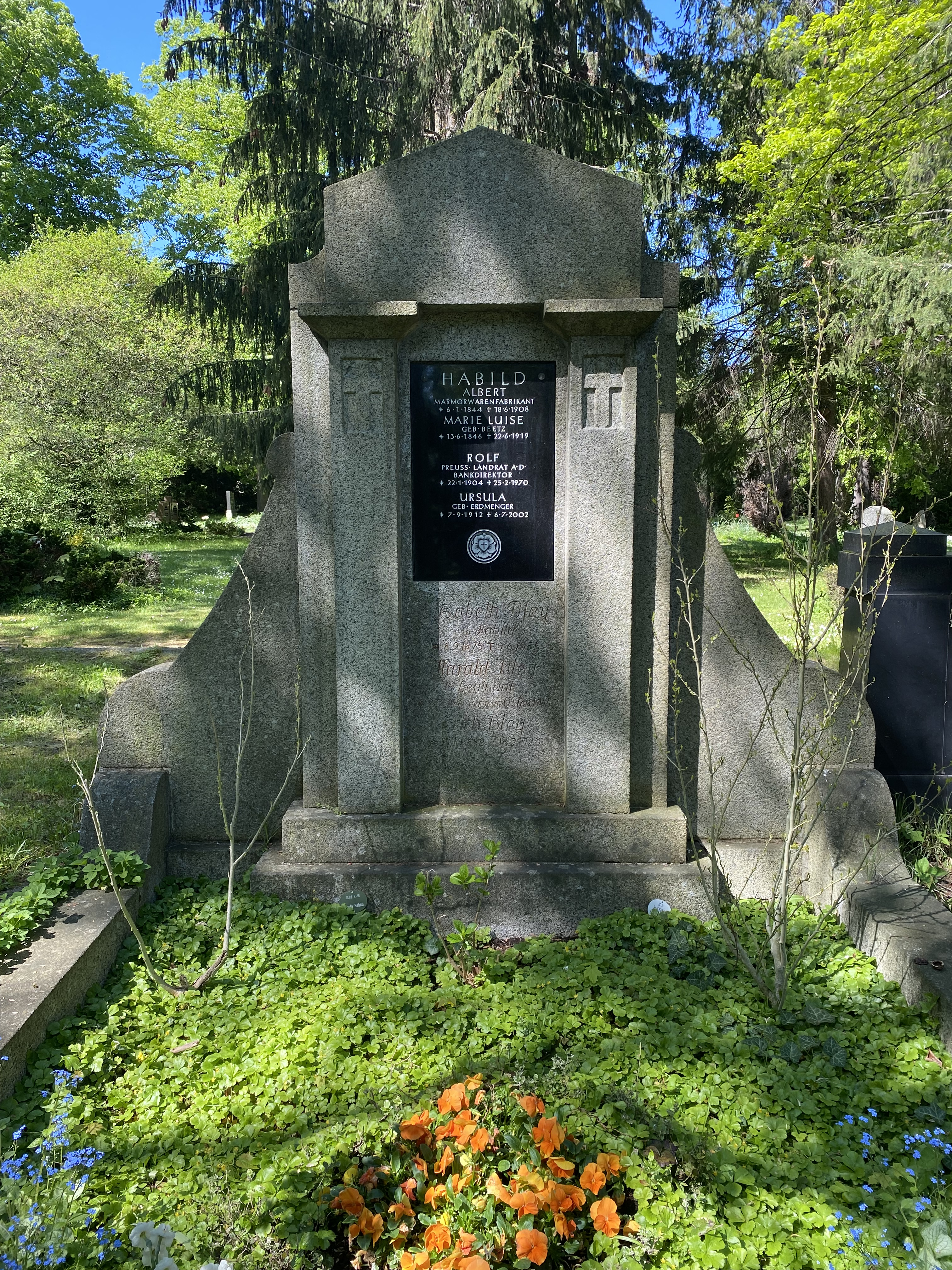
Grabstätte auf dem Friedhof IV der Gemeinde Jerusalems- und Neue Kirche

Rolf Habild (* 22. Januar 1904 in Bitterfeld; † 25. Februar 1970 in Berlin) war ein deutscher Verwaltungs- und Bankjurist.

## Leben
Rolf Habild studierte an der Georg-August-Universität Göttingen Rechtswissenschaft. 1923 wurde er im Corps Hildeso-Guestphalia Göttingen recipiert. Nach dem Examen und dem Vorbereitungsdienst wurde er Regierungsassessor bei der Regierung in Köln. Zum 1. Dezember 1932 trat er in die NSDAP ein (Mitgliedsnummer 1.412.339). In der SA war er Unterführer. Im Mai 1933 wurde er kommissarisch und am 1. Juni 1934 endgültig zum Landrat des Landkreises Bitterfeld (Provinz Sachsen) als Nachfolger von Franz Stammer ernannt. Das Amt hatte er bis zum Ende des Zweiten Weltkrieges 1945 inne, wobei er eng mit dem NSDAP-Kreisleiter Konrad Karasek zusammenarbeitete. Über seine Entnazifizierung ist nichts bekannt.  In der Nachkriegszeit in Deutschland wechselte er in das Bankgewerbe. 1960 war er in Düsseldorf stellvertretender Direktor der Industriekreditbank AG. Für sein Engagement bei der Rekonstitution des Corps Marchia Brünn in Düsseldorf erhielt er 1966 dessen Band. Habild starb mit 66 Jahren in Berlin. Sein Grab befindet sich auf dem Friedhof IV der Gemeinde Jerusalems- und Neue Kirche an der Bergmannstraße in Berlin-Kreuzberg (Feld 3-R).